# Windbergen
Windbergen település Németországban, Schleswig-Holstein tartományban. Lakosainak száma 747 fő (2023. december 31.).

## Népesség
A település népességének változása:
| Lakosok száma | 805  | 790  | 781  | 785  | 765  | 747  |
|               | 1975 | 2017 | 2019 | 2021 | 2022 | 2023 |